# Chiquita Brands International
Чикита (енгл. Chiquita Brands International) је америчка компанија која се бави узгајањем и извозом банана. Чикита је наследник предузећа United Fruit Company. Ово предузеће је главни дистрибутер банана на тржишту САД. Ово предузеће је такође власник немачког предузећа Атланта АГ (Atlanta AG). 

## Историјат
"Уједињена воћна компанија“ основана је 30. марта 1899. године у Костарики, а главна делатност јој је била узгајање и извоз банана из Јужне Америке у САД. Оснивачки компаније били су капетан Лоренцо Бејкер и Ендру Престон, којима се касније придружио и власник железничке компаније Мајнор Кит. У то време, главни вид транспорта на дуже релације, био је поморски транспорт. Због тога је компанија основала посебно транспортно предузеће које је располагало бројном флотом која је током тридесетих година 20. века бројала чак 95 бродова. Копнени транспорт између плантажа и поморских лука обављао се путем 112 mi (180 km) железничке пруге која је била у власништву компаније.
Уједињена воћна компанија представљала је замајац развоја овог региона Јужне Америке. Компанија је улагала велика средства у примену научних метода узгајања банана, борбе против биљних болести, увела је директно телеграфску везу између САД и Јужне Америке и била је једна од првих компанија која је увела бродове хладњаче у своју флоту. Компанија је имала плантаже банана у Колумбији, Костарики, на Куби, Јамајци, Никарагви, Панами и Санта Домингу. За време Другог светског рата бродови компаније реквирирани су од стране британске и америчке владе како би учествовали у ратним напорима.
Године 1944. компанија је добила своје садашње име Чикита и заштитни знак „Мис Чикита“ који је пратио препознатљиви џингл.